# Tân Hòa (Đồng Nai)
Tân Hòa is een phường van Biên Hòa, de hoofdstad van de provincie Đồng Nai.